# Tosa-jinja

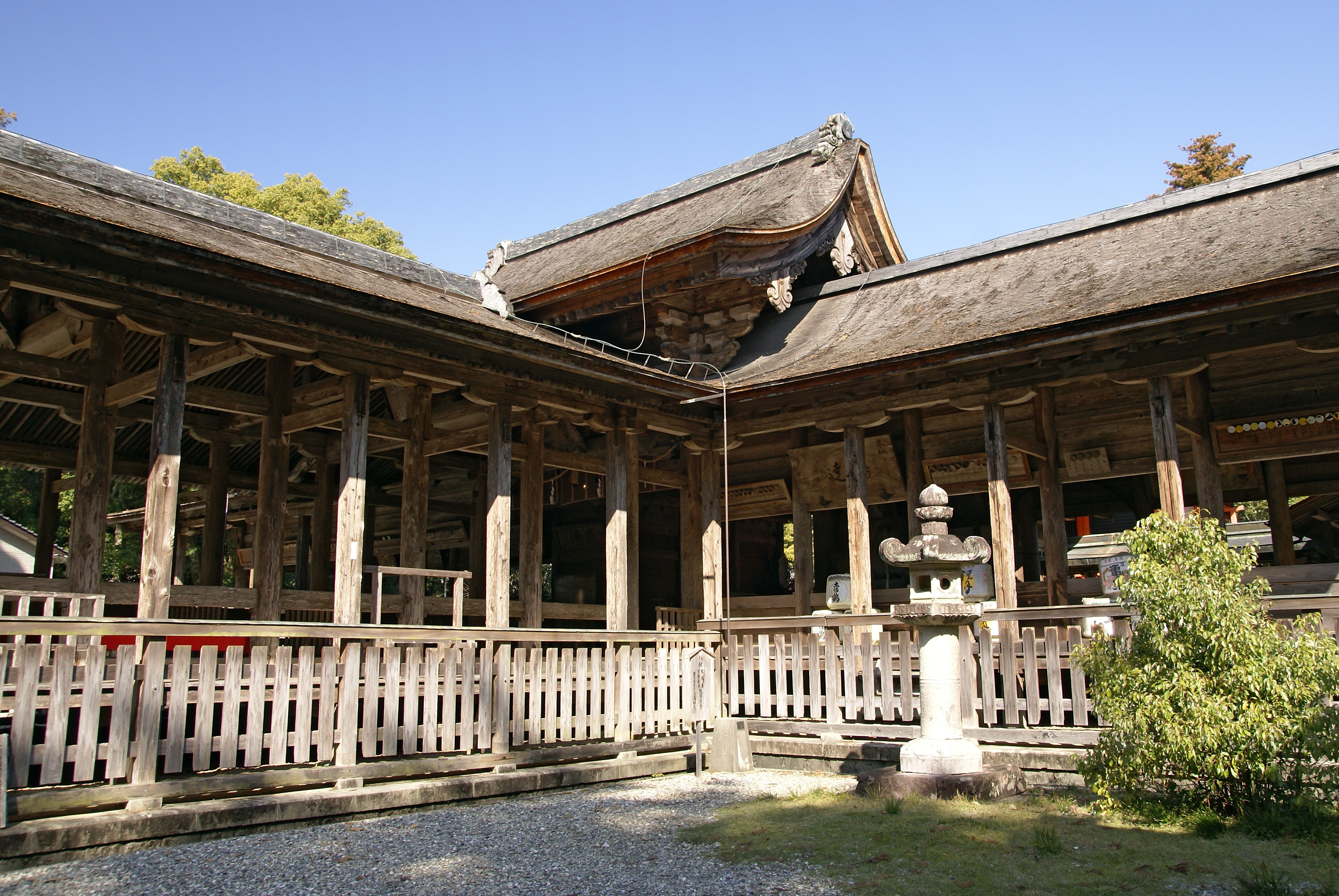
Tosa-jinja.

Le Tosa-jinja (土佐神社), également connu sous les noms Tosa nimasu-jinja ou Tosa takakamo-taisha, est un sanctuaire shinto situé à l'ouest de Kōchi dans la préfecture de Kōchi, au Japon.
L'administration japonaise a classé le sanctuaire bien culturel important.

## Histoire
La fondation de Tosa-jinja n'est pas documentée mais le sanctuaire est mentionné dans le Kojiki et le Nihonshoki. Ajisukitakahikone no mikoto et Hitokotonushi no kami (一言主神) y sont vénérés.
Le Tosa-jinja est désigné principal sanctuaire shinto (ichi-no-miya) pour l'ancienne province de Tosa.
De 1871 jusqu'en 1946, le Tosa-jinja est officiellement classé kokuhei-chūsha (国幣中社), c'est-à-dire qu'il occupe un rang moyen dans le système moderne de classement des sanctuaires shinto d'importance nationale.

## Source de la traduction
- (en) Cet article est partiellement ou en totalité issu de l’article de Wikipédia en anglais intitulé « Tosa jinja » (voir la liste des auteurs).